# Thierry Faymonville
Thierry Faymonville, né le 9 août 1960 à Huy (province de Liège), est un peintre, illustrateur, auteur de bande dessinée, écrivain, musicien et chanteur belge francophone.

## Biographie

### Jeunesse et formation
Thierry Faymonville naît le 9 août 1960 à Huy,. Après des humanités gréco-latines au collège Saint-Quirin de sa ville natale, en même temps que des cours de dessin en horaire décalé au Cwemeu, il accomplit un graduat en arts plastiques, option peinture et arts décoratifs à l'École supérieure des arts Saint-Luc de Liège. Études qui seront suivies en 1984 de l'agrégation, ce qui va lui permettre, dès 1984-1985, d'occuper une charge de cours de dessin à l'Académie des Beaux-Arts de Namur durant trois ans, au collège Saint-Quirin ensuite, mais toujours en emplois temporaires. Il donne alors des cours de peinture à des personnes non-valides aux centres d'accueil de Bouge.

### Auteur de bande dessinée
En 1990, Spirou lui ouvre les portes : il va écrire le scénario d'une bande dessinée humoristique : S.O.S. Véto pour le dessinateur français Serge Carrère, série qui poursuivra jusqu'en 1993, avec la parution de trente-cinq pages dans l'hebdomadaire marcinellois. Entre-temps, Thierry Faymonville exécute divers travaux comme celui de graphiste et décorateur lors des Fêtes septennales de Huy en 1984 et en 1991, ainsi qu'au cortège du millénaire en 1985. Pendant tout ce temps il peint et expose à Bruxelles, Louvain-la-Neuve, Liège et Huy ; il obtient le Prix Lambert Lecrenier en 1990 et se classe septième au concours de bande dessinée Simenon. Il s'essaye au dessin de presse dans différents quotidiens, ainsi qu'à la caricature.
Puis, en 1993, il devient infographiste dans une société liégeoise de jeux, Art et Magic, où il travaillera treize ans et apprendra Photoshop,, avant de redevenir enseignant. Mais il n'oublie pas la bande dessinée, qu'il conçoit « comme une grande aventure où le lecteur s'évade mais ne s'ennuie pas une seule seconde. ». En 1993, il publie dans la revue Coccinelle quatre pages consacrée à la vie du père jésuite Padre Hurtado. Quand la revue devient la maison d'édition Coccinelle, Thierry Faymonville est sollicité par la scénariste Paule Fostroy et ce sera la sortie, en novembre 1999, de Quinze Cailloux blancs, aboutissement d'une prépublication dans la revue Médiatrice et Reine. L'ouvrage est un rosaire composé d'une combinaison de pages de bandes dessinées et de méditations. En 2001-2002, l'οuvrage est republié dans Samuel par les Éditions Averbode. C'est l'occasion pour Faymonville de faire une planche digitale sur Jésus de Nazareth dans le désert. En 2002 également, il lui est demandé de réaliser la mise en couleur des deux volumes de la réédition de Xavier du père Pierre Defoux, cinquante ans après sa première publication dans Spirou. Thierry Faymonville termine pour Dominique Bar Lumière dans la nuit, une bande dessinée sur Beauraing, qui sort aux Éditions Pro-Maria et Coccinelle BD à l'automne 2002. La version néerlandaise paraît simultanément sous le titre [« Licht in de nacht »]. 
Pour Jacques Martin, il contribue à la mise en couleur du tome 26 d'Alix, de la série Les Voyages de Jhen. Il travaille également sur Des loups à Faucon sur le prêtre Guy Gilbert, deux albums de la série Les Aigles décapitées en 2007. C'est sous le nom de plume Faymon qu'il se fait le coloriste de Denis Van P pour son album Joseph Carey Merrick, publié aux Éditions Sandawe en 2013 et traitant d'Elephant man. Il compte une douzaine de participations à la colorisation d'albums.

### Romancier et essayiste
En 2011, il se lance dans l'écriture avec le roman L'Accordeur, publié à compte d’auteur. Un personnage qui sur son chemin transforme la vie de ceux qu'il rencontre. De la même manière, il écrit l'essai sur le bien-être : Le Bonheur à sa fenêtre dont la préface est écrite par Martin Gray,.

### Multiples passions
Il dit être animé de plusieurs passions : « J'ai plusieurs passions et pas assez de temps dans la journée ! ». Ses sources d'inspiration sont nombreuses comme le sont ses techniques artistiques : plume, crayon, peinture à l'aquarelle, à la gouache ou à l'acrylique ainsi que la peinture numérique. Parmi ses sujets figurent des animaux humoristiques, des paysages abstraits ou réels et des thèmes historiques. 
En peinture, son style oscille entre une abstraction lyrique inspirée par les couleurs de la nature et un figuratif suggestif plutôt que descriptif.

### Illustrateur
Dès les années 2000, il se lance dans l'adaptation du roman de Bernard Tirtiaux Le Passeur de lumière,. En 2021, il sort le premier volume de la version illustrée de ce roman De Huy à Clairvaux, où il croque notamment la ville de Huy au XIIe siècle. Le second tome D'Occident en Orient est publié en 2023.

### Musicien
Depuis la fin des années 1990, il est chanteur, et joue de la guitare dans le trio Apple Three. À 63 ans, il réalise un rêve et sort un CD de reprises d'artistes et chansons qui lui sont chers. Parmi celles-ci, il y a quelques titres du groupe de rock australien Crowded House.

### Vie privée
Il réside à Wanze en 2020.

## Œuvre

### Publications

#### Comme dessinateur de bande dessinée
- 15 Cailloux blancs - Petit guide pratique du rosaire, Coccinelle BD, Durbuy, 2000
Scénario : Paule Fostroy - Dessin et couleurs : Thierry Faymonville -  (ISBN 2-930273-05-4),Réimpression en 2005 sous le titre 15 Cailloux blancs avec un visuel de couverture différent[19].

### Expositions

#### Expositions individuelles
- bibliothèque de Wanze[8] en mars 2015 ;
- Visages[20], Caribouff', Huy, juillet-août 2020.

#### Expositions collectives
- Le Moyen Âge dans la BD[21], musée communal de Huy, en décembre 2019.

#### Articles
- Ricardo Gutierrez, « La province investit dans l'art local », Le Soir,‎ 5 juillet 1994 (lire en ligne , consulté le 13 août 2025).
- Thierry Faymonville (interviewé par Frédéric Renson), « Wanze: Thierry Faymonville lève le volet avec vue sur le bonheur », L'Avenir,‎ 5 août 2017 (lire en ligne, consulté le 13 août 2025).
- Vincent Roger, « Série Renc'Art | Faymonville: plus d'une corde à son arc », L'Avenir,‎ 30 août 2021 (lire en ligne, consulté le 13 août 2025).

#### Livres
: document utilisé comme source pour la rédaction de cet article.
- Jacques Fiérain, « Faymonville, Thierry », dans La BD dans les provinces de Liège, Namur et Luxembourg, Charleroi, Éd. l'Âge d'or, 2004, 112 p., ill. ; 31 cm (ISBN 9782960019698, OCLC 470388297, présentation en ligne), p. 39. .

### Émissions de radio
- L'accordeur, émission Lire pour parler présentée par Théo Mertens sur Radio chrétienne francophone, (30 min), 22 avril 2019.